# Marcilly, Manche
Marcilly är en kommun i departementet Manche i regionen Normandie i norra Frankrike. Kommunen ligger i kantonen Ducey som tillhör arrondissementet Avranches. År 2022 hade Marcilly 353 invånare.

## Befolkningsutveckling
Antalet invånare i kommunen Marcilly
| Referens: INSEE |